# Sporting Life (film, 1925)
Pour les articles homonymes, voir Sporting Life.
Pour plus de détails, voir Fiche technique et Distribution.
Sporting Life est un film muet américain de Maurice Tourneur, sorti en 1925.

## Synopsis
Lord Woodstock perd de l'argent en finançant une revue avec en vedette la danseuse Olive Carteret. Il sera ruiné à moins que son cheval Lady Luck courre le Derby, mais il ne peut pas l'engager pour la course si son protégé Joe Lee ne gagne pas son prochain combat de boxe. Il tombe amoureux de Norah Cavanaugh, la fille de l'entraîneur de son cheval, ce qui rend Olive jalouse. Cette dernière conspire alors avec Phillips, un parieur, pour droguer Lee, mais Woodstock prend sa place sur le ring et gagne le combat. Lee découvre qu'Olive et Phillips complotent de kidnapper Norah et ainsi forcer Woodstock à ne pas faire courir Lady Luck dans le Derby. Il tue Olive mais arrive trop tard pour empêcher Phillips d'enlever Norah. Lee et Woodstock sont mis en prison alors qu'ils essayent de sauver Norah. Lee est tué, mais Woodstock s'échappe, Lady Luck gagne la course, Phillips est arrêté pour meurtre, Norah et Woodstock sont libres et peuvent se marier.

## Fiche technique
- Titre original : Sporting Life
- Réalisation : Maurice Tourneur
- Scénario : Curtis Benton, d'après la pièce éponyme de Cecil Raleigh et Seymour Hicks
- Direction artistique : Leo E. Kuter
- Photographie : Arthur Todd
- Production : Carl Laemmle
- Société de production : Universal Pictures Corporation
- Société de distribution : Universal Pictures Corporation
- Pays de production :  États-Unis
- Langue originale : anglais
- Format : noir et blanc — 35 mm — 1,37:1 — Muet
- Genre : drame
- Durée : 70 minutes
- Date de sortie :
  - États-Unis : 25 novembre 1925

## Distribution
- Bert Lytell : Lord Woodstock
- Marian Nixon : Norah Cavanaugh
- Paulette Duval : Olive Carteret
- Cyril Chadwick : Phillips
- Charles Delaney : Joe Lee
- George Siegmann : Dan Crippen
- Oliver Eckhardt : Jim Cavanaugh
- Ena Gregory : Peggy, une « chorus girl »
- Kathleen Clifford : Molly, une « chorus girl »
- Myrna Loy : une « chorus girl »
- Frank Finch Smiles : boxeur
- Ted Lewis : boxeur
- Arthur Lake (non crédité)

## Autour du film
- Ce film est un remake du film de même titre, réalisé par Maurice Tourneur en 1918